# Dodge 440
La 440 è un'autovettura full-size prodotta dalla Dodge dal 1962 al 1964. Nel 1962 fu una sottoserie della Dodge Dart: l'anno successivo divenne un modello a sé stante, ruolo che conservò fino alla fine della produzione. Nei tre anni in cui fu in commercio, la 440 fu in diretta concorrenza con la Chevrolet Bel Air.

## Storia

### La Dart 440: 1962
Quando fu lanciata sui mercati nel 1962, il modello era una sottoserie più lussuosa della Dart. Per tale motivo, il nome completo della vettura era Dart 440. La Dart 440 possedeva quindi accenti relativamente lussuosi e un equipaggiamento superiore rispetto a quello della Dart. La Dart 440 era disponibile in versione berlina quattro porte, cabriolet due porte, familiare quattro porte, hardtop due e quattro porte. I sedili regolabili elettricamente erano offerti a 96 dollari.
Il motore offerto di serie era un sei cilindri in linea da 3,7 L di cilindrata che erogava 145 CV di potenza. Erano opzionali dei V8 da 5,2 L, 5,9 L, 6,3 L e 7 L.

### La 440: 1963-1964
Nel 1963 la vettura diventò un modello a sé stante e prese il nome di 440. Il passo crebbe da 2.900 mm a 3.000 mm. Le carrozzerie offerte erano berlina due e quattro porte, hardtop due porte e familiare quattro porte. La 440 uscì di produzione nel 1965 venendo sostituita dalla Polara. Quest'ultima, rispetto alla 440, era meglio equipaggiata ed aveva un allestimento più lussuoso. Il nome "440" fu mantenuto per un allestimento della Dodge Coronet.